# John Kilpatrick
John Kilpatrick, född 7 juli 1917 i Bootle, död 18 december 1989, var en brittisk ishockeyspelare som deltog i Olympiska vinterspelen 1936 i Garmisch-Partenkirchen.
Kilpatrick blev olympisk mästare och världsmästare i ishockey under vinter-OS 1936 i Garmisch-Partenkirchen. Han spelade i brittiska laget som vann ishockeyturneringen före Kanada och USA. Storbritannien lade grunden till OS-guldet då de i sin semifinalgrupp besegrade Kanada med 2-1. Resultatet tog de med sig till finalrundan som bestod av fyra lag. Storbritannien slog Tjeckoslovakien med 5-0 och de spelade oavgjort 0-0 i den sista matchen mot USA och var därmed olympiska mästare och världsmästare i ishockey för första och dittills enda gången. Det femte olympiska turneringen i ishockey var också det tionde världsmästerskapet och det tjugoförsta europamästerskapet i ishockey. Spelarna i det brittiska laget var Kilpatrick, Alexander Archer, James Borland, Edgar Brenchley, James Chappell, John Coward, Gordon Dailley, John Davey, Carl Erhardt, James Foster, Archibald Stinchcombe och Robert Wyman. Kilpatrick spelade endast en match i turneringen, mot Sverige, som de vann med 1-0.

## OS-medaljer
- OS 1936  Garmisch-Partenkirchen - Guld  i ishockey (Storbritannien)

## EM och VM-medaljer
- VM 1936  Garmisch-Partenkirchen - Guld  i ishockey (Storbritannien)
- EM 1936  Garmisch-Partenkirchen - Guld  i ishockey (Storbritannien)